# Educació musicosocial

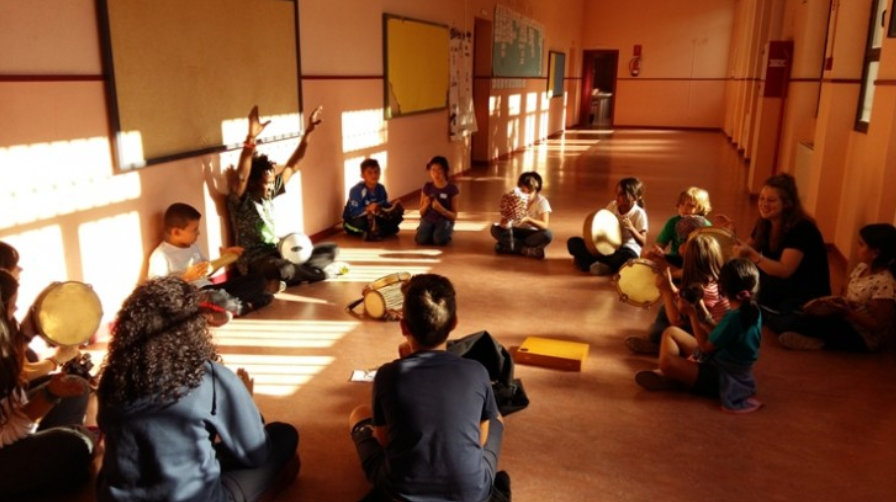

L'educació musicosocial consisteix en l'educació i ajuda a les persones a través de la música. És utilitzada per transformar la societat i realitzar una inclusió social. En alguns casos és considerada una branca de l'educació social i fins i tot de la pedagogia, ja que els professionals que treballen en l'àmbit musicosocial són en molts casos educadors socials i pedagogs.
A diferència de l'educació musical, que té com a objectiu principal l'ensenyament i aprenentatge de la tècnica musical, l'objectiu prinicipal de l'educació musicosocial és acompanyar, sensibilitzar, conscienciar i preparar a l'individu per a la societat, mitjançant una educació no formal musical, per aconseguir així una autonomia.
El 29 de Setembre de 2020 es va signar la creació de la Xarxa Música Social, una xarxa a nivell estatal d'organitzacions musicosociales. Aquest acte va ser liderat per l'Alt Comissionat contra la Pobresa Infantil, del govern d'Espanya.
A Espanya a part d'organitzacions musicosocials, també trobem diversos projectes musicosocials, els quals treballen amb diferents tipus de música, però amb un fi comú, acompanyar a través de la música.